# Orden Ejecutiva 13771
La Orden Ejecutiva 13771, titulada "Reducción de Regulación y Control de Costos Regulatorios", es una orden ejecutiva firmada por el Presidente de los Estados Unidos, Donald Trump, el 30 de enero de 2017. Se ordena a las agencias a derogar dos regulaciones existentes para cada nueva regulación, y hacerlo de tal manera que el costo total de las regulaciones no aumente. Es un ejemplo de una política PAYGO (Pay As You GO) o sistema de reparto  para regulaciones, comparable a las políticas reguladoras PAYGO en Canadá, el Reino Unido y Australia.

## Estructura Legal
La Orden Ejecutiva 13771 requiere que cualquier departamento ejecutivo o agencia que planea anunciar públicamente un nuevo reglamento proponga dos reglamentos que a su vez serán revocados. El costo de implementación de estas nuevas regulaciones debe ser menor o igual a 0 dólares. Si se acumulan costos por encima de 0 dólares, el pago de estos costos se financiará mediante la eliminación de más reglamentos. El Director de la Oficina de Gestión y Presupuesto ofrece asesoramiento sobre el aspecto financiero de estas cuestiones.

## El Director de la Oficina de Gestión y Presupuesto
Corresponde al Director notificar a las agencias su total de los costos incrementales para un año determinado. El Director puede emitir tanto aumentos como disminuciones en dichos costos. El Director también tiene la autoridad para ejemplificar los reglamentos / agencias del cumplimiento de la Orden Ejecutiva.

## Implicaciones legales
La Orden Ejecutiva 13771 reducirá el actual Código de Reglamentos Federales. Al utilizar la política de Pay As You Go, la Orden Ejecutiva 13771 detendrá el crecimiento económico dentro de las agencias gubernamentales afectadas por esta Orden Ejecutiva. El Presidente Trump cree que esta Orden Ejecutiva alentará al Poder Ejecutivo a ser financieramente responsable y prudente. Grupos como Public Citizen, el Consejo de Defensa de los Recursos Naturales y los Trabajadores de Comunicaciones de Estados Unidos han mirado más allá del campo de la factibilidad económica y han expresado su preocupación por el impacto de la Orden Ejecutiva en varios dominios públicos.

## Demanda
El 8 de febrero de 2017, las agrupaciones sociales Public Citizen, el Consejo de Defensa de Recursos Naturales y los Trabajadores de Comunicaciones de América presentaron una demanda contra la implementación de la Orden Ejecutiva 13771. La demanda establece que la aprobación de la Orden Ejecutiva por la Administración Trump es inconstitucional violando la separación De poderes y sobrepasar la autoridad permitida bajo la Cláusula de Cuidado. Esto haría que las agencias federales violen los estatutos que gobiernan, como la Ley de Procedimiento Administrativo que establece la forma en que las agencias pasan las regulaciones. Al obligar a las agencias federales a concentrarse en los costos más que en los beneficios, estos grupos argumentan que la Orden Ejecutiva daña al público al obligar a las agencias a derogar las regulaciones beneficiosas y evitar arbitrariamente que se aprueben nuevas regulaciones

## Regulaciones Afectadas
Los demandantes afirman que la Orden Ejecutiva 13771 pondrá en peligro la salud pública, la seguridad y el medio ambiente y forzará a las agencias federales a violar los actuales estatutos de gobierno ignorando los beneficios no financieros que las regulaciones actuales y potenciales aportan al público. En particular, el juicio cita varios reglamentos que serán afectados adversamente, incluyendo:
- Ley de Seguridad de los Vehículos Motorizados y Seguridad de los Portadores de Motor
- Ley de Seguridad y Salud Ocupacional
- Ley de seguridad y salud en las minas
- Ley de Control de Sustancias Tóxicas
- Ley de Transporte de Materiales Peligrosos
- Ley Federal de Seguridad Ferroviaria
- Ley Federal de Control de la Contaminación del Agua
- Ley de Especies en Peligro
- Ley para el Aire Limpio

## Efectos
En marzo de 2017, la Oficina de Patentes y Marcas de los Estados Unidos (USPTO) formó un "Grupo de Trabajo sobre Reforma Regulatoria" para implementar la Orden Ejecutiva 13771 para revisar y mejorar las regulaciones de USPTO.

## Enlace
- Executive Order 13771 en Wikipedia en inglés